# Analiza datelor
Analiza datelor este un proces de inspecție, curățare, transformare și modelare a datelor cu scopul de a descoperi informații utile, de a da concluzii informatoare și de a sprijini luarea deciziilor. Analiza datelor are multiple fațete și abordări, care cuprinde tehnici diverse sub o varietate de nume și este utilizată în diferite domenii de afaceri, știință și științe sociale. În lumea afacerilor de astăzi, analiza datelor joacă un rol în luarea deciziilor mai științifice și ajutând întreprinderile să funcționeze mai eficient.
Data mining este o tehnică specială de analiză a datelor care se concentrează pe modelarea statistică și descoperirea cunoștințelor în scopuri predictive și nu pur descriptive, în timp ce informațiile de afaceri acoperă analiza datelor care se bazează foarte mult pe agregare, concentrându-se în principal pe informații despre afaceri. În aplicațiile statistice, analiza datelor poate fi împărțită în statistici descriptive, analiza exploratorie a datelor (EDA), care include printre altele analiza exploratorie a factorilor (EFA) și analiza confirmatoare a datelor (CDA). EDA se concentrează pe descoperirea de noi caracteristici în date, în timp ce CDA se concentrează pe confirmarea sau falsificarea ipotezelor existente. Analitica predictivă se concentrează pe aplicarea modelelor statistice pentru previziune sau clasificare predictivă, în timp ce analitica textului aplică tehnici statistice, lingvistice și structurale pentru extragerea și clasificarea informațiilor din surse textuale, o specie de date nestructurate. Toate cele de mai sus sunt varietăți de analiză a datelor.
Integrarea datelor este un precursor al analizei datelor, iar analiza datelor este strâns legată de vizualizarea și diseminarea datelor.